# Guadalupe (Guevea de Humboldt)
Guadalupe o Guadalupe Guevea es una comunidad con categoría de agencia municipal perteneciente al Municipio de Guevea de Humboldt y al Distrito de Tehuantepec, en el Estado de Oaxaca. Siendo la segunda localidad más poblada del municipio, solo por detrás de la cabecera municipal.

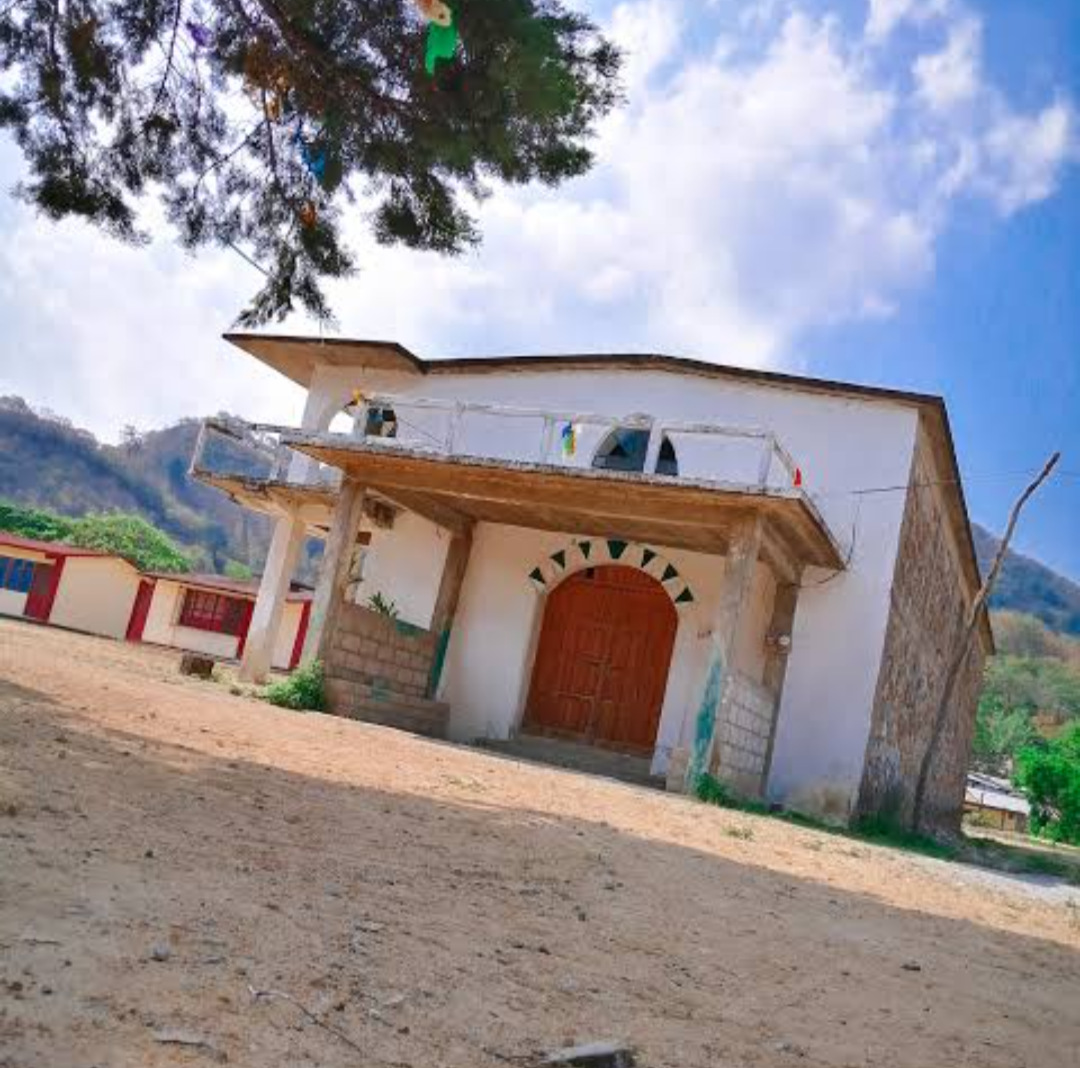
Iglesia de Guadalupe, Guevea

En marzo del 2024 en los bosques que rodean la comunidad, ocurrió un incendio el cual afectó gravemente la economía local, siendo un área rica en maderas preciosas.

## Ubicación
La localidad se ubica en el exclave municipal que se encuentra dentro del Municipio de Santiago Lachiguiri. De la misma manera se encuentra a 52 km al este de la cabecera municipal sobre una brecha de terracería. Se ubican en las coordenadas geográficas: 16°44′26″N 95°32′35″O / 16.74056, -95.54306.